# Johanna av Stockholm
Johanna av Stockholm är en segelskuta av typen sandkil byggd 1974, efter en gammal förlaga.
Johanna, som är 12,95 meter lång och 3,85 meter bred, byggdes i Roslags-Kulla av Börje Andersson. Skrovet är byggt i furu på spant av ek. Johanna är en av de få seglande roslagsskutor som finns att se. Storhetstiden var i början av 1900-talet då båtarna motoriserades och frakten ersattes av lastbilar.
Johanna höggs upp 2022.